# Antōnīs Mīnou
Antōnīs Mīnou (in greco Αντώνης Μήνου?; Aridaia, 4 maggio 1958) è un allenatore di calcio ed ex calciatore greco, di ruolo portiere.
Giocò da portiere attraversando quasi un ventennio di attività professionistica, dal 1980 al 1996, anno del suo ritiro.

## Carriera
Mīnou inizia il suo iter calcistico tra i giovani dilettanti dell'Almopos, nella seconda metà degli anni settanta. Nel 1980 passa al Kastoria, che proprio a cavallo tra gli anni '70 e gli anni ottanta vive il suo momento migliore, disputando vari campionati di massima serie greca e svezzando buoni calciatori, tra cui l'altro portiere della nazionale greca Sarganis.
Nel 1982 Mīnou passa al Panathīnaïkos, dove gioca fino al 1988, disputando 73 gare.
Nel 1988, pur restando nella capitale, passa all'AEK Atene, dove resta fino al 1993, con un ben più cospicuo numero di presenze: 125.
Nel 1993 Mīnou si appresta a fare l'ultimo passo della sua carriera professionistica, andando a difendere i pali dell'Apollon Smyrnis. 79 gare fino al 1996, anno del suo ritiro.
La nazionale greca lo apprezzò poco: solo 16 presenze tra il 1986 e il 1994. Fu tuttavia il portiere della selezione per i Mondiali 1994.

## Palmarès

### Giocatore

#### Competizioni nazionali
- Campionato greco: 5

Panathinaikos: 1983-1984, 1985-1986
AEK Atene: 1988-1989, 1991-1992, 1992-1993
- Coppa di Grecia: 3

Panathinaikos: 1983-1984, 1985-1986, 1987-1988
- Supercoppa di Grecia: 1

AEK Atene: 1989
- Coppa di Lega greca: 1

AEK Atene: 1989-1990